# Sofia Virta
Sofia Marjanna Virta, née le 21 juin 1990 à Kaarina (Finlande), est une femme politique finlandaise. Elle est présidente de la Ligue Verte et députée.

## Biographie
Sofia Virta est élue députée pour les Verts lors des élections législatives de 2019 et réélue en 2023. Elle siège également au conseil municipal de Kaarina et au conseil régional de Finlande-propre.
En juin 2023, elle est élue à la présidence de la Ligue verte.